# Lycaon chakowheon
Lycaon chakowheon es una especie extinta de mamífero carnívoro de la familia de los cánidos que vivió en África austral durante el Plioceno y Pleistoceno.

## Descripción
Como L. pictus, el otro miembro de su género y que aún sobrevive en la actualidad, era un omnívoroy era menos cursorial, ya que sus patas delanteras no estaban tan especializadas para correr.
L. chakowheon tenía una falange metacarpiana posterior, ausente en la especie actual; además, era un animal menos robusto, con dientes un 70% más grandes.